# Holbecker Seegraben
Der Holbecker Seegraben ist ein Meliorationsgraben und linker Zufluss des Hollertgrabens auf der Gemarkung der Gemeinde Nuthe-Urstromtal im Landkreis Teltow-Fläming in Brandenburg. Der Graben entwässert eine landwirtschaftlich genutzte Fläche, die sich südlich des Gutshauses Stülpe befindet. In diesem Bereich wird er auch als Schlossgraben bezeichnet. Je nach Wasserstand fließt Wasser aus dem südwestlich gelegenen Heidchengraben hinzu. Von dort verläuft er bogenförmig in zunächst nordwestlicher, später in nördlicher Richtung um den Park des Gutshauses. Anschließend schwenkt er in vorzugsweise nordnordwestlicher Richtung und entwässert dabei landwirtschaftlich genutzte Flächen der Flemmingwiesen. Von Süden nimmt er dabei Wasser aus einem zusätzlichen Graben auf, der nördlich der Heidchenwiesen verläuft. Anschließend entwässert der in den Hollertgraben.